# Albrecht II của Đức
Albrecht II (10 tháng 8 năm 1397 – 27 tháng 10 năm 1439) là Vua của Đức từ năm 1438 đến 1439. Là thành viên Nhà Habsburg, ông trở thành Vương công Áo theo quyền thừa kế (với hiệu là Albrecht V). Sau cái chết của cha vợ là Hoàng đế La Mã Thần thánh Sigismund, Albrecht trở thành vua của Hungary, Croatia và Bohemia và giành được quyền cai trị Công quốc Luxembourg.